# Quiestède
Quiestède és un municipi francès situat al departament del Pas de Calais i a la regió dels Alts de França. L'any 2007 tenia 654 habitants.

## Demografia

### Població
El 2007 la població de fet de Quiestède era de 654 persones. Hi havia 209 famílies de les quals 20 eren unipersonals (12 homes vivint sols i 8 dones vivint soles), 55 parelles sense fills, 122 parelles amb fills i 12 famílies monoparentals amb fills.
La població ha evolucionat segons el següent gràfic:
Habitants censats

### Habitatges
El 2007 hi havia 229 habitatges, 214 eren l'habitatge principal de la família, 5 eren segones residències i 11 estaven desocupats. 228 eren cases i 2 eren apartaments. Dels 214 habitatges principals, 190 estaven ocupats pels seus propietaris, 23 estaven llogats i ocupats pels llogaters i 1 estava cedit a títol gratuït; 7 tenien tres cambres, 41 en tenien quatre i 165 en tenien cinc o més. 180 habitatges disposaven pel capbaix d'una plaça de pàrquing. A 68 habitatges hi havia un automòbil i a 140 n'hi havia dos o més.

### Piràmide de població
La piràmide de població per edats i sexe el 2009 era:
| Homes | Edats   | Dones |
| ----- | ------- | ----- |
| 0     | 95 o +  | 0     |
| 0     | 90 a 94 | 0     |
| 0     | 85 a 89 | 4     |
| 0     | 80 a 84 | 4     |
| 0     | 75 a 79 | 8     |
| 4     | 70 a 74 | 0     |
| 4     | 65 a 69 | 0     |
| 16    | 60 a 64 | 16    |
| 12    | 55 a 59 | 8     |
| 28    | 50 a 54 | 16    |
| 20    | 45 a 49 | 24    |
| 28    | 40 a 44 | 24    |
| 16    | 35 a 39 | 24    |
| 40    | 30 a 34 | 32    |
| 36    | 25 a 29 | 36    |
| 32    | 20 a 24 | 16    |
| 20    | 15 a 19 | 36    |
| 20    | 10 a 14 | 44    |
| 32    | 5 a 9   | 52    |
| 32    | 0 a 4   | 8     |

## Economia
El 2007 la població en edat de treballar era de 457 persones, 327 eren actives i 130 eren inactives. De les 327 persones actives 297 estaven ocupades (162 homes i 135 dones) i 30 estaven aturades (17 homes i 13 dones). De les 130 persones inactives 40 estaven jubilades, 51 estaven estudiant i 39 estaven classificades com a «altres inactius».

### Ingressos
El 2009 a Quiestède hi havia 216 unitats fiscals que integraven 694 persones, la mediana anual d'ingressos fiscals per persona era de 16.613 €.

### Activitats econòmiques
Dels 10 establiments que hi havia el 2007, 1 era d'una empresa alimentària, 3 d'empreses de construcció, 4 d'empreses de comerç i reparació d'automòbils, 1 d'una empresa d'hostatgeria i restauració i 1 d'una empresa de serveis.
Dels 4 establiments de servei als particulars que hi havia el 2009, 1 era un taller de reparació d'automòbils i de material agrícola, 2 paletes i 1 fusteria.
L'únic establiment comercial que hi havia el 2009 era una carnisseria.
L'any 2000 a Quiestède hi havia 5 explotacions agrícoles.

## Equipaments sanitaris i escolars
El 2009 hi havia una escola elemental.

## Poblacions més properes
El següent diagrama mostra les poblacions més properes.